# Истихсан
Истихса́н (араб. استحسان — предпочтение, предпочтительное решение) — в фикхе — вынесение религиозного постановления, ведущего к отказу от решения по аналогии. В широком смысле, истихсан — это предпочтение в сторону удобства, легкости, как об этом говорится в кораническом аяте:

Для предписанного поста – месяц Рамадан. Он дорог Аллаху. В этот месяц был ниспослан Священный Коран с ясными знамениями и айатами, ведущими к благу, как руководство для всех людей и как разъяснение прямого пути, отделяющего истину от лжи. Кто из вас в этот месяц находится дома, тот в продолжение его должен соблюдать пост; а тот, кто болен или находится в пути, может поститься столько же дней в другое время. Аллах не хочет для вас затруднения, а хочет облегчения, чтобы вы полностью выдержали пост и славили Аллаха за то, что Он направил вас прямым путём. Может быть, вы будете благодарны!
—  2:185 (Аль-Азхар)
Подобная практика была введена в обиход имамом Абу Ханифой и его последователями (Абу Юсуф, Мухаммад аш-Шайбани и др.), хотя этот принцип существовал и до них.
Истихсан был введен в обиход имамом как метод исправления решений, принятых на основании кияса, оказавшихся по каким-либо обстоятельствам нецелесообразными или наносящими вред. В этом случае религиозное постановление выносится на основании предпочтения муджтахида, которое больше подходит для данной ситуации. Истихсан применяется и тогда, когда кияс вступает в противоречие с каноническим текстом, с единогласным решением исламских богословов (иджма) или обычаем (урф). Решение истихсана не является прецедентом, и он может применяться однократно. Истихсан получил широкое применение только в ханафитском мазхабе. Большинство мусульманских богословов отвергали истихсан, а в маликитском и шафиитском мазхабах её функцию выполняет истислах (Масалих аль-Мурсала — «независимые полезные действия»).

## Примеры
- Следуя данному принципу некоторые виды ткани (парча, сложное шитье и т. п.) разрешается очищать сухим способом (выбиванием, чисткой, проветриванием), хотя канонические тексты предписывают очищать одежду, стирая её в воде и выжимая[2].
- Согласно шариату мясо хищных животных, а также хищных птиц не позволяется использовать в пищу. Согласно киясу, нельзя также пить остаток воды, которую они пили из какой-либо посуды, так как она смешалась со слюной этих животных. Однако слюна диких птиц не может испортить воду, так как они только набирают её в свой клюв и проглатывают. Следовательно, согласно истихсану такую воду пить можно, хотя и нежелательно (макрух)[1].